# Alianza Fútbol Club (Uruguay)
L'Alianza Fútbol Club, meglio noto come Alianza, è stata una società calcistica di Montevideo (Uruguay) esistita tra il 2000 e il 2004.

## Storia
L'Alianza nacque il 25 novembre 2000 dalla fusione del Salus con il Club Atlético Villa Teresa, club militanti fino a quella stagione in Segunda División Profesional. Dato che le due società fondatrici sarebbero state escluse dal successivo campionato di seconda divisione per debiti, la fusione fu omologata dall'AUF, ma l'Alianza dovette attendere il 2002, dopo che i club fondatori, cioè, avessero regolato le proprie situazioni finanziarie, per poter esordire nel campionato uruguaiano. Nel frattempo, anche l'Huracán entrò nella neonata società.
Nel primo campionato disputato, la stagione di Segunda División Profesional 2002, l'Alianza conquistò un benaugurante nono posto nella classifica finale (addirittura il sesto in quella del torneo di Apertura). Meno brillante fu la stagione 2003, quando l'Alianza colse solo il sedicesimo posto.
L'anno successivo giunse però il tracollo: alla decima giornata di campionato, dopo una partenza alquanto faticosa (3 vittorie, 1 pareggio e 5 sconfitte), i calciatori dell'Alianza scioperarono, per il mancato pagamento, da parte del club, di stipendi relativi alle due stagioni precedenti. A causa dell'insolvenza della società, l'Alianza fu esclusa seduta stante dal campionato (analoghi provvedimenti, dovuti a identici motivi, riguardarono la Juventud e il Colón) e, a quel punto, i soci decisero di sciogliere il club definitivamente, riformando le tre società originarie.